# 張鳳妮
張鳳妮（英語：Betsy Cheung，1966年3月16日—），前香港無綫電視女藝員。

## 背景
張鳯妮於廣州出生，有一姊二妹。她早年在西灣河太安樓一帶成長，1980年畢業於中華基督教會基灣小學上午校，與前香港女藝人何美婷為小學同級同學。張鳳妮繼而在1985年畢業於金文泰中學，入行前是一名秘書，1987年參加香港小姐競選，並獲得「最受佳麗歡迎獎」稱號，1989年參選全國際小姐，獲得「最上鏡小姐」稱號，之後與TVB簽約，開始演出電視劇。
其處女電視劇作為《城市故事》，後來演出《愛情三角錯》、《餐餐有宋家》等戲劇；在《天地男兒》演出重要角色，更在《900重案追兇》演出第二女主角。其後持續演出電視劇和電影，1996年離開無線電視，1997年前往馬來西亞拍戲，經前輩介紹認識了富商傅仰峰，兩人於1998年12月結婚，共育有三名女兒。現定居吉隆坡，已淡出演藝圈。
2021年2月，張透露自己曾經染上新型冠狀病毒，只有發燒和嗅覺減退的病徵，入院五天便康復出院，亦沒有傳染給家人。
2023年中，復出參演寰亞傳媒集團及優酷聯合出品電視劇《家族榮耀之繼承者》，此劇於2024年5月首播。

## 演出作品

### 電視劇（無綫電視）
| 首播   | 名稱               | 角色      | 備註 |
| 1987年 | 城市故事           | 施小姐    |      |
| 1988年 | 小小大丈夫         | 大亞灣    |      |
| 1989年 | 他來自江湖         | 洪少娟    |      |
| 1990年 | 蜀山奇俠之仙侶奇緣 | 桃花仙子  |      |
| 1990年 | 同居三人組         | Ling Ling |      |
| 1990年 | 愛情三角錯         | 鄭美玉    |      |
| 1990年 | 大唐名捕           | 蔡慕蘭    |      |
| 1991年 | 忠奸老實人         | 張連弟    |      |
| 1991年 | 人海驕陽           | 區雪兒    |      |
| 1991年 | 橫財三千萬         | 鄧雪莉    |      |
| 1991年 | 灰網               | 何麗珠    |      |
| 1991年 | 與郎共舞           | May       |      |
| 1991年 | 月兒彎彎照九州     | 余露露    |      |
| 1992年 | 反斗威龍           | 林鶯鶯    |      |
| 1992年 | 小男人出差         | 天娜      |      |
| 1992年 | 血濺塘西           | 利金貴    |      |
| 1992年 | 九反威龍           | 蔣文麗    |      |
| 1992年 | 破繭邊緣           | 古燕芬    |      |
| 1993年 | 居者冇其屋         | 丁重男    |      |
| 1994年 | 黃浦傾情           | 方青陽    |      |
| 1994年 | 金毛獅王           | 楊雪兒    |      |
| 1994年 | 餐餐有宋家         | 余天恩    |      |
| 1994年 | 婚姻物語           | 連至善    |      |
| 1996年 | 天地男兒           | 宋婷      |      |
| 1996年 | 900重案追兇        | 周麗雲    |      |
| 1997年 | 苗翠花             | 葉秀秀    |      |

### 電視劇（其他）
- 1996年：天涯共此時（馬來西亞電視劇）
- 2024年：家族榮耀之繼承者 飾 邵家碧（優酷信息技術有限公司和寰亞電視節目製作有限公司）

## 電影
- 1988年：《撞邪先生》
- 1989年：《潘金蓮之前世今生》
- 1990年：《老婆，你好野！》
- 1992年：《現代應召女郎》
- 1993年：《少年黃飛鴻之鐵馬騮》
- 1993年：《皆大歡喜》
- 1993年：《廉政第一擊》

### 節目主持（無綫電視）
- 1987-1990年：《歡樂今宵》
- 1992年：《寰宇風情》（美國愛荷華州特輯）
- 1994年：《寰宇風情》（印尼特輯）
- 1996年：《寰宇風情》（西雅圖特輯）

## 音樂
- 與周星馳合唱流離所愛

## 獎項
- 1987年：香港小姐-最受佳麗歡迎獎。
- 1989年：全國際小姐-最上鏡小姐。

## 連結資料
- 港姐-始終有你
- 張鳳妮在香港影庫上的簡介